# دیو برت
دیو برت (انگلیسی: Dave Brat؛ زادهٔ ژوئیه ۱۹۶۴ (۶۰ سال)) اقتصاددان و سیاست‌مدار اهل ایالات متحده آمریکا است که در انتخابات نوامبر ۲۰۱۴ به عنوان نماینده حوزه انتخابیه هفتم ویرجینیا در مجلس نمایندگان آمریکا برگزیده شد.
برت، در دو ژوئن ۲۰۱۴ اریک کنتر، رهبر اکثریت مجلس نمایندگان را در انتخابات مقدماتی حزب جمهوریخواه شکست داد، و اولین کسی شد که رهبر اکثریت مجلس را از ۱۸۹۹ تا آن زمان شکست داد.